# Les Soirées du hameau
Les Soirées du hameau près de Dikanka (Вечера на хуторе близ Диканьки), aussi connues sous le titre Veillées du hameau ou Veillées d'Ukraine, est un recueil de nouvelles de Nicolas Gogol parues entre 1830 et 1832.

## Historique
Les Soirées du hameau se composent de deux volumes, contenant chacun quatre nouvelles, dont le premier parut en 1831 et le second en 1832. La première nouvelle avait été publiée dès février-mars 1830 dans Les Annales de la Patrie, sous le pseudonyme de Panko le Rouge, éleveur d'abeilles. En 1835, Gogol fait paraître encore Mirgorod, recueil de nouvelles écrites dans la même veine populaire ukrainienne que les Soirées, avec lesquelles elles seront regroupées en 1843 dans le recueil Les Nouvelles ukrainiennes.

## Thème
Les Soirées du hameau est un concentré des saveurs locales d'Ukraine. 
C'est une littérature nationale à la fois comique et fantastique, car Gogol a fait ses débuts avec cette exploration des mémoires de ses voisins, de ses amis, de la sienne, de celle des contes et chansons locaux et aussi de celle de sa mère. Le tout retenu dans un carnet où l'écrivain puisera ses récits.
Gogol a qualifié publiquement ces premières œuvres d'écrits de débutant, mais où l'inspiration profonde de l'Ukraine déjà présente forme le berceau de ses œuvres futures.

## Composition du recueil
Les nouvelles sont classées en deux parties :

### Première partie
1. La Foire de Sorotchintsy
2. La Nuit de la Saint-Jean
3. Une nuit de mai ou la Noyée
4. La Dépêche disparue

### Seconde partie
1. La Nuit de Noël
2. Une terrible vengeance
3. Ivan Fiodorovitch Chponka et sa tante
4. Le Terrain ensorcelé

## Réception
À la parution du recueil, Pouchkine écrivit le commentaire suivant :

« Chacun a accueilli avec joie cette description vivante d’un peuple dansant et chantant, ces tableaux rafraîchissants du tempérament petit-russe, cette allégresse à la fois naïve et espiègle. Nous fûmes abasourdis qu’un livre russe ait pu nous faire rire, nous qui n’avions plus ri depuis Fonvizine ! »

Les adversaires de Gogol qualifièrent les Soirées d’ensemble monotone, écrit dans une langue incorrecte, voire vulgaire et de mauvais aloi. Vladimir Nabokov émit le jugement suivant :

« Pour un peu, il serait devenu un auteur de contes populaires ukrainiens et d’« histoires romantiques bariolées ». Nous devons rendre grâces au destin (et à l’aspiration de l’auteur à la renommée internationale) qu’il n’ait pas choisi le dialecte de l’Ukraine comme moyen d’expression, car sinon, il eût été perdu pour de bon. »

## Éditions françaises
- Nicolas Gogol (trad. Eugénie Tchernosvitow), Veillées d'Ukraine, Ginkgo éditeur, 2025, 368 p. (ISBN 978-2-84679-599-9).
- Nicolas Gogol (trad. Michel Aucouturier), Les Soirées du hameau, Gallimard, 1989, 288 p. (ISBN 978-2-07038-125-8).